# François Dubois-Thorn
François Toussaint Dubois-Thorn (Commercy, 1805 - Brussel, 1886) was een gouverneur in België, achtereenvolgens van de provincies Luxemburg (1857-1862) en Brabant (1862-1883). Hij behoorde niet tot een politieke partij. Hij was een schoonzoon van Jean-Baptiste Thorn.
Dubois-Thorn speelde een stimulerende rol bij de uitbreiding van de agglomeratie Brussel; hij interpreteerde de agglomeratie als méér dan alleen 'agglomérer' (aan elkaar liggende bebouwing van huizen en pleinen). Hiermee beslechtte hij een juridisch-ambtelijke discussie over de grenzen van de agglomeratie Brussel in de tweede helft van de 19e eeuw. Voor hem konden dorpen en velden rond Brussel-stad betrokken worden bij bouwplannen, zoals bijvoorbeeld in Molenbeek en Ukkel.
Bij het Half-Eeuwfeest van België (1880) in Brussel hield Dubois-Thorn een lofrede over de voormalige koning Leopold I.
Een straat in de Brusselse gemeente Sint-Jans Molenbeek is naar hem genoemd.